# Kirsi (Burkina Faso)
Pour les articles homonymes, voir Kirsi.
Kirsi est une commune rurale et le chef-lieu du département de Kirsi situé dans la province du Passoré de la région Nord au Burkina Faso.

## Géographie
Kirsi se trouve à environ 50 km à l'est du centre de Yako, le chef-lieu de la province, et de la route nationale 2 reliant le centre au nord du pays. La commune est traversée par la route régionale 20 qui relie Yako à Kaya en passant par Bokin.

## Santé et éducation
Kirsi accueille un centre de santé et de promotion sociale (CSPS) tandis que le centre médical avec antenne chirurgicale (CMA) de la province se trouve à Yako.